# Aconitum seravschanicum
Aconitum seravschanicum är en ranunkelväxtart som beskrevs av Steinb.. Aconitum seravschanicum ingår i släktet stormhattar, och familjen ranunkelväxter. Inga underarter finns listade i Catalogue of Life.